# アンドルー・フォンファラ
アンドルー・フォンファラ（Andrzej Fonfara、1987年11月4日 - ）は、ポーランドの元プロボクサー。ラドム出身。イリノイ州シカゴに活動拠点があり、現在も在住。トレーナーは父親のマレク・フォンファラ。ポーランド人なのでアンジェイ・フォンファラとも表記される。

## 来歴
2006年6月3日、プロデビュー戦を行い、4回2-0(39-39、40-37、40-36)の僅差判定勝ち。フォンファラは母国ポーランドでの試合はデビュー戦のみで、2戦目以降はアメリカに拠点を移しイリノイ州シカゴに移住した。
2006年12月1日、エベルト・メディナと対戦し、5回0-3の判定負けを喫した。
2008年7月11日、シカゴのアラゴン・ボール・ルームでデリック・フィンドリーと対戦し、2回3分0秒TKO負けを喫した。
2009年6月26日、シカゴのUICパビリオンでスカイラー・トンプソンとWBFアメリカスーパーミドル級王座決定戦を行い、2回2分59秒TKO勝ちで勝利を収めたが、試合後の薬物検査でフォンファラにステロイドの陽性反応が出たため無効試合に変更された。
2010年4月30日、シカゴのUICパビリオンでロジャー・カウントレルとWBC世界ライトヘビー級ユース王座決定戦を行い、4回1分1秒TKO勝ちを収め王座獲得に成功した。
2011年5月20日、シカゴのUICパビリオンでアンソニー・ラッセルとNABO北米ライトヘビー級王座決定戦を行い、6回2分46秒KO勝ちを収め王座獲得に成功した。
2012年3月16日、シカゴのUICパビリオンで元WBA世界スーパーミドル級王者バイロン・ミッチェルとUSBO全米ライトヘビー級王座決定戦を行い、3回1分3秒TKO勝ちを収め王座獲得に成功した。
2012年7月13日、シカゴのUICパビリオンで元IBF世界ライトヘビー級王者グレンコフ・ジョンソンと対戦し、10回3-0（99-91、2者が97-93の判定勝ちを収めた。
2012年11月16日、シカゴのUICパビリオンでトミー・カーペンシーとIBO世界ライトヘビー級王座決定戦を行い、7回57秒TKO勝ちを収め王座獲得に成功した。
2013年8月16日、USセルラー・フィールドで元WBA世界ライトヘビー級王者ガブリエル・カンピージョと対戦し、9回1分37秒KO勝ちを収めた。
2014年5月24日、カナダモントリオールのベル・センターでWBC世界ライトヘビー級王者のアドニス・ステベンソンと対戦し、12回0-3（2者が110-115、109-116）の判定負けを喫し王座獲得に失敗した。
2014年11月1日、シカゴのUICパビリオンでドゥドゥ・ヌグンブと10回戦で対戦し、10回3-0（2者が97-93、98-92）の判定勝ちを収めた。
2015年4月18日、カーソンのスタブハブ・センターでフリオ・セサール・チャベス・ジュニアとWBCインターナショナルライトヘビー級王座決定戦を行い、チャベスの9回終了時棄権により王座獲得に成功した。この試合は172ポンド契約で行われた。
2015年10月16日、シカゴのUICパビリオンでネイサン・クレバリーと対戦し、12回3-0（115-113、116-112が2者）の判定勝ちを収めWBCインターナショナル王座の初防衛に成功した。
2016年6月18日、シカゴのUICパビリオンでジョー・スミス・ジュニアと対戦し、初回2分32秒TKO負けを喫しWBCインターナショナル王座の2度目の防衛に失敗、王座から陥落した。
2017年1月17日、リングマガジンは上述のスミス戦を2016年度のリングマガジン アップセット・オブ・ザ・イヤーに選出した。
2017年6月3日、モントリオールのベル・センターでWBC世界ライトヘビー級王者のアドニス・ステベンソンと再戦し、2回38秒TKO負けを喫し王座獲得に失敗した。
2019年2月13日、決まっていたエドウィン・ロドリゲスとの試合をキャンセルして現役引退を表明した。

## 獲得タイトル
- WBC世界ライトヘビー級ユース王座
- NABO北米ライトヘビー級王座
- USBO全米ライトヘビー級王座
- IBO世界ライトヘビー級王座
- WBCインターナショナルライトヘビー級王座